# موراي وينغ
موراي وينغ هو لاعب هوكي الجليد كندي، ولد في 14 أكتوبر 1950 في ثاندر باي في كندا.

## وصلات خارجية
- موراي وينغ على موقع دوري الهوكي الوطني (الإنجليزية)
- موراي وينغ على موقع قاعة مشاهير الهوكي (لاعب أن.إتش.أل) (الإنجليزية)
- موراي وينغ على موقع EliteProspects.com (الإنجليزية)
- موراي وينغ على موقع HockeyDB.com (الإنجليزية)
- موراي وينغ على موقع Hockey-Reference.com (الإنجليزية)